# Princess Fragrance

Princess Fragrance (Xiang xiang gong zhu) est un film hongkongais réalisé par Ann Hui, sorti en 1987.

## Synopsis
Ce film est la deuxième partie de l'adaptation du roman de Louis Cha : Le Livre et l'Épée.

## Fiche technique
- Titre : Princess Fragrance
- Titre original : Xiang xiang gong zhu
- Réalisation : Ann Hui
- Scénario : Louis Cha d'après son roman Le Livre et l’épée
- Pays d'origine : Hong Kong, Chine
- Format : Couleurs - 1,85:1 - Mono - 35 mm
- Genre : Action
- Durée : 94 minutes
- Date de sortie : 1987

## Distribution
- Nuo Ai : princesse Fragrance
- Da Shichang : empereur Qian Long
- Hachier : Mu Cherlun
- Liu Jia : Huo Chingtong
- Zhang Duo-fu : Chen Jalo